# Habitatge al carrer Clotada, 11 (la Sénia)
Habitatge al carrer Clotada, 11 és una obra de la Sénia (Montsià) inclosa a l'Inventari del Patrimoni Arquitectònic de Catalunya.

## Descripció
Habitatge que fa cantonada entre el c/ Clotada i la carretera de Tarragona. Té només planta i golfa, precedida a la part de façana per un terrat balustrat. Interessa la decoració de la façana principal, ja que el mur lateral es troba arrebossat modernament. A la façana s'obre una porta simple allindada i dues finestres enreixades, també de llinda i d'igual mida. L'arrebossat simula carreus encoixinats, excepte sobre les finestres i portes on damunt cada una hi ha un rectangle amb esgrafiats decoratius de temes vegetals i entrellaços.
La balustrada del terrat és senzilla. Destaca el plafó central, foradat amb un ull de bou i amb floró decoratiu al mig. Als extrems de la barana hi ha petits pinacles de forma piramidal. L'any 1988 es va arranjar la façana i l'interior, però conservant les anteriors estructures.